# Amore Vero
«Принцеса Ольга» (англ. St. Princess Olga), перейменована на «Amore Vero» (з італійської: «Справжнє кохання», іноді помилково називають Amore Velo) — моторна яхта (на журналістському лексиконі «мегаяхта», «гігаяхта») завдовжки 85,6 метрів (розміром майже з футбольне поле ]).
Побудована у 2012 році у місті Алблассердам на приватній суднобудівній верфі OCEANCO. На 2016 рік судно входило до сотні найбільших яхт у світі (72-е місце); вартість яхти становить близько 190 мільйонів доларів ; пропозиції з оренди яхт, подібних до цієї, починаються від 1 млн доларів на тиждень.
Проект Y708: корпус сталевий, внутрішні перебірки та набори — алюміній; дві основні силові установки MTU 20V 4000 M73L потужністю 3600 кВт (4930 к. с.) при 2050 об/хв; максимальна швидкість 20 вузлів.
На верхній палубі розташовані дві VIP — каюти — кожна зі стаціонарним балконом, який може бути розширений за допомогою окремих відкидних фальшбортів. У центральній частині судна, де рух яхти відчувається мінімально, передбачено чотири просторі каюти. На кормі розташована офіційна обідня зона, а в носовій частині — каюта капітана, суднова канцелярія та каюти для п'яти членів екіпажу. На яхті є ліфт, передбачений просторий гараж, здатний у разі потреби вмістити два великі катери, катер на водних лижах завдовжки 6 метрів (19,68 фути), а також спорядження для водного спорту та технічне обладнання.
Зовнішній вигляд судна розробив дизайнер з Італії Ігор Лобанов, а інтер'єр — італієць Альберто Пінто.
Приміщення на яхті:
- Басейн (на кормі), який також є гелікоптерним майданчиком;
- Джакузі (на верхній палубі);
- Кімната для SPA.

## Власники
У 2016 році «Нова газета» опублікувала матеріал, у якому називала подружжя Сєчиних власниками яхти. Зокрема, назва корабля відсилає до імені Ольги Рожкової, яка раніше працювала секретаркою в апараті уряду, і була на той момент другою дружиною Ігоря Сєчина. Були не лише надані фото, які багато в чому нагадують яхту, а й геолокація фото співпадала з маршрутом яхти.
Ольга Рожкова у 2011 році змінила прізвище на Сєчину та у матеріалі наведені фотографії від 27 серпня 2014 року де Ольга Сєчина відпочивала з подругою біля круглого джакузі, оточеного білими диванами на яхті, 5 липня 2015 року вона опублікувала ще фото теж на палубі ще одне фото розміщене 1 серпня в тому ж антуражі. Геотеги з фотографій Сєчиної також збігаються з маршрутом яхти «Свята принцеса Ольга». У статті наведено багато інших підтверджень належності від 4 травня 2015, 19 липня 2015, 13 та 14 липня 2016 року і так далі. Збіги публікацій фото та маршруту яхти траплялися не один раз, а безперервно протягом трьох років.
Після публікації Сєчин подав позов і домігся визнання даних російським судом, що ганьблять честь Ігоря Сєчина .
Незабаром після розлучення подружжя, що сталося 12 травня 2017 року, в середині 2017 року яхта була перейменована в «Amore Vero» (Справжнє кохання).
2 березня 2022, через 8 днів після нападу Росії на Україну, французька влада конфіскувала яхту Amore Velo після перевірки, яка тривала кілька годин. 85-метрова яхта була захоплена на корабельнях La Ciotat, на південному узбережжі Франції.
Сєчин входить до «свіжого» списку російських олігархів, опублікованого 28 лютого, щодо яких введено санкції Євросоюзу у відповідь на вторгнення Росії в Україну.